# 37e régiment d'infanterie coloniale
Le 37e régiment d'infanterie coloniale est une unité de l'armée française.
C'est un régiment colonial de réserve, créé en août 1914 et rattaché au 7e régiment d'infanterie coloniale.

## Colonels et chefs de brigade
- Août 1914-18 juin 1915 : colonel Paul Joseph Alexandre Couzineau[1] (†)

## Drapeau du régiment
Il porte les inscriptions :

## Historique
Création et casernement en 1914 à Bordeaux
Affectation :
- 41e Division d'Infanterie d'août 1914 à juin 1915
- 16e Division d'Infanterie Coloniale de juin 1915 à novembre 1918

### La Première Guerre mondiale

#### 1915
- Woëvre :
- Mars: Combats de la Chapelotte- côte 542
  - Avril à juillet : Bois-le-Prêtre
- Seconde bataille de Champagne
- Juin : Vosges : Fontenelle

#### 1916
Bataille de la Somme
- 1er juillet : Frise
- 10 juillet - 21 août : Biaches, Barleux

#### 1917
Armée d'Orient :
- 9 mai : Piton Rocheux, Piton Jaune

#### 1918
Serbie
- 18-30 septembre : Skra Di Legen

## Drapeau du régiment
Il porte les inscriptions :
- La Somme 1916
- LA CERNA 1917

## Personnages célèbres ayant servi au37eRIC
Les soldats Camille Chemin et Édouard Pillet, fusillés pour l'exemple en 1915.
Julien Dufau rugbyman international champion de France avec le SBUC 1911.